# Everybody Plays the Fool
Everybody Plays the Fool is een lied uit 1972 geschreven door J.R. Bailey, Rudy Clark en Ken Williams.
Het werd oorspronkelijk op plaat gezet door de Amerikaanse r&b-groep The Main Ingredient als dragende single van hun album Bitter Sweet. Dit was tevens het debuut van hun nieuwe leadzanger Cuba Gooding Sr. (1944-2017). Op de B-kant stond een cover van Who Can I Turn To (When Nobody Needs Me?) uit de Britse musical The Roar of the Greasepaint – The Smell of the Crowd. Everybody Plays the Fool werd de grootste hit die de groep zou scoren; het kwam in september 1972 tot #3 in de Amerikaanse top 100, #2 in de Billboard R&B Chart en en tot #25 in de Billboard Adult Contemporary Chart. De single haalde de gouden status voor meer dan een miljoen verkochte exemplaren, en werd bij de Grammy Award-uitreiking van 1973 genomineerd voor Beste R&B-Song. Deze ging echter naar Papa Was a Rollin' Stone van de Temptations.

## Versie Aaron Neville
Zanger Aaron Neville nam een reggaeversie op van Everybody Plays the Fool voor van zijn soloalbum Warm Your Heart. Het werd in augustus 1991 op single uitgebracht en haalde de achtste plaats in de Billboard Hot 100 gedurende een verblijf van twintig weken. Voor Neville was dit zijn derde top 10-notering; eerder bereikte hij de hogere regionen van de Amerikaanse hitlijst met Tell It Like It Is uit 1967, en het met Linda Ronstadt opgenomen Don't Know Much uit 1989 (beiden goed voor de tweede plaats). De versie van Neville kwam op #1 terecht in de Billboard Adult Contemporary Chart en in Nieuw-Zeeland. Neville nam de bijbehorende videoclip in zijn thuisbasis New Orleans op en gaf zijn nicht Arthel Neville (o.a. werkzaam bij FOX News) een bijrol. Op Allmusic.com. schreef Alex Henderson "Met Everybody Plays the Fool bewees Neville dat hij niets aan warmte en charisma had ingeboet".